# Gumuz (peuple)
Le peuple Gumuz est un groupe ethnique originaire de la région de Benishangul-Gumuz et du woreda de Qwara dans l'ouest de l'Éthiopie, et de l'État du Nil Bleu au Soudan. Leur langue, le gumuz, appartient à la famille nilo-saharienne.

## Histoire
Les membres du peuple Gumuz sont traditionnellement regroupés avec d'autres peuples nilotiques vivant le long de la frontière soudano-éthiopienne sous le nom collectif de Shanqella. Les Shanqella sont mentionnés par l'explorateur écossais James Bruce dans son Voyage aux sources du Nil publié en 1790. Il note qu'ils chassaient avec des arcs et des flèches, une coutume qui survit aujourd'hui.
La plupart des Gumuz vivent dans un environnement de plaine de brousse et de savane. Selon leurs traditions, ils habitaient auparavant dans l'ouest de la province de Gojjam, mais ils en furent progressivement chassés vers la zone inhospitalière du Nil Bleu et de ses affluents par leurs voisins plus puissants, les Amhara et les Agaw (locuteurs de langues afroasiatiques), qui les réduisirent en esclavage. L'esclavage n'a disparu en Éthiopie que dans les années 1940. Les descendants des Gumuz emmenés comme esclaves dans la région juste au sud de Welkite parlaient encore le gumuz en 1984.

## Langue
Les Gumuz parlent la langue gumuz, qui appartient à la famille nilo-saharienne. Elle se subdivise en plusieurs dialectes.

## Démographie
Le recensement de 2007 a compté 159 418 Gumuz en Éthiopie.

## Culture
Les Gumuz pratiquent l'agriculture itinérante et leur aliment de base est le sorgho. Les cultures céréalières sont conservées dans des greniers décorés de grumeaux d'argile imitant les seins féminins. Le sorgho est utilisé pour la cuisson de la bouillie (nga) et le brassage de la bière ( kea ). Toute la cuisson et le brassage sont effectués dans des pots en terre, qui sont fabriqués par des femmes. Les Gumuz chassent également les animaux sauvages, tels que les céphalophes et les phacochères, et récoltent du miel, des fruits sauvages, des racines et des graines. Ceux qui vivent près de la frontière soudanaise se sont convertis à l' islam et quelques-uns sont chrétiens, mais la plupart des Gumuz maintiennent encore des pratiques religieuses traditionnelles. Les esprits sont appelés mus'a et habitent dans les maisons, les greniers, les champs, les arbres et les montagnes. Ils ont des spécialistes des rituels appelés gafea. À l'origine, tous les Gumuz ornaient leur corps de scarifications, mais cette coutume est en train de disparaître sous la pression du gouvernement et de l'éducation. Tous les Gumuz sont organisés en clans . Les querelles entre clans sont courantes et elles sont généralement résolues au moyen d'une institution de résolution des conflits, appelée mangema ou [. / http://www.ossrea.net/ssrr/no25/no25-02.htm Michu] en fonction de la région. Comme c'était le cas autrefois chez les Uduk du Soudan, le mariage se fait par échange de sœurs,,.

## Histoire contemporaine
De nombreux changements sont survenus pour le peuple Gumuz depuis les années 1980. Des habitants du haut-plateau éthiopien se sont installés dans leur région, en particulier en raison de la disponibilité des terres et de l'eau. Par exemple, les colons ont été attirés par un grand projet d'irrigation le long de la rivière Kusa ou Beles. Souvent, les terres des Gumuz ont été attribuées à des investisseurs transnationaux ou nationaux. Dans plusieurs parties de la région de Gumuz, l'économie des colons domine désormais. De nombreux Gumuz sont devenus sédentaires mais ont conservé leur système agricole. Bien qu'une route de transit ait été construite et des fermes commerciales établies dans le bassin inférieur du Nil Bleu, le peuple Gumuz reste « périphérique » par rapport à ceux qui habitent le haut-plateau éthiopien, qui détiennent le pouvoir dans le pays.